# Стадіон імені принца Мохамеда бін Фахда
Стадіон імені принца Мохамеда бін Фахда (араб. ملعب الأمير محمد بن فهد) — багатофункціональний стадіон у місті Даммам, Саудівська Аравія. Він був відкритий у 1973 році. Місткість стадіону — 35 000 глядачів. Є домашньою ареною місцевого футбольного клубу «Аль-Іттіфак».
Споруда була однією з приймаючих арен юнацького (U-19) чемпіонату Азії з футболу 2008 року та молодіжного чемпіонату світу з футболу 1989 року .